# Chrysopilus mexicanus
Chrysopilus mexicanus är en tvåvingeart som beskrevs av Luigi Bellardi 1861. Chrysopilus mexicanus ingår i släktet Chrysopilus och familjen snäppflugor. Inga underarter finns listade i Catalogue of Life.